# Pedro Barriere
Pedro Ortiz de la Barrière y de Castro (Santo Domingo, Capitanía General de Santo Domingo, 1768-Milingo, municipio de Suchitoto, estado de El Salvador, República Federal de Centroamérica, 18 de mayo de 1827) fue un abogado dominicano que se desempeñó como intendente de Comayagua, intendente de San Salvador y, coincidiendo con la independencia centroamericana, jefe político de la provincia de San Salvador. Falleció en la Batalla de Milingo en 1827.

## Biografía
Pedro Ortiz de la Barrière y Castro nació en Santo Domingo, Capitanía General de Santo Domingo 1768, hijo del francés Pedro Barrière y Josefa de Castro, integrante de la nobleza capitalina. Estudió derecho canónico en la Universidad de Santo Domingo, donde obtuvo el grado de doctor en leyes y licenciado en cánones el 13 de enero de 1793, obteniendo la cátedra de vísperas, y luego la de prima y la de instituto. Contrajo matrimonio con María Antonia Marcia, con quien engendró 4 hijos: Petronila, María, Manuela y Juan.
En 1795, España cedió toda la isla La Española a Francia (al finalizar la guerra del Rosellón); en 1800, se llevó a cabo la ocupación de Santo Domingo por el general Toussaint Louverture, en la revolución haitiana, por lo que Barriere decidió trasladarse a la Capitanía General de Cuba, junto con su madre, esposa y dos hijas. El 13 de noviembre de 1800, el rey Carlos IV le autorizó ejercer su profesión en la población donde decida vivir.

### Asesor letrado de San Salvador y luego de Comayagua
El 3 de diciembre de 1802, rey lo nombró como teniente letrado y asesor del gobierno de la Intendencia de San Salvador, en lugar de Manuel Clavijo, quien había renunciado el empleo. El 17 de abril de 1804, pagó los impuestos requeridos en la Nueva Guatemala de la Asunción; poco después partió a San Salvador, donde fue juramentado por el intendente interino Francisco Vallejo.
El 4 de junio de 1811, debido a la guerra contra el primer Imperio francés, el presidente-gobernador y capitán general de Guatemala, José de Bustamante, solicitó que la audiencia emitiera su parecer sobre si era conveniente que Barriere, por su ascendencia francesa, continuase como asesor en la Intendencia de San Salvador; esto y conflictos que tenía con el intendente Antonio Gutiérrez y Ulloa le hicieron dimitir.
Debido a haber enviudado, y luego de haber llegado todo los trámites legales, el 8 de mayo de 1812 se le autorizó casarse en segundas nupcias con Ana Paulina Pajares y Palacios. En 1813 fue nombrado asesor ordinario, teniente de gobernador e intendente y juez de letras del partido o distrito de Comayagua (dentro de la intendencia homónima); posecionandose de ese puesto el 1 de agosto.
El 22 de septiembre de 1813, debido a la enfermedad del intendente Juan Antonio Fornos, se hizo cargo interinamente del puesto de intendente de Comayagua. Durante su mandato, se encargó de organizar varios ayuntamientos constitucionales (esto según lo dictado por la Constitución de Cádiz); así el 6 de mayo de 1814, le comunicaría a la diputación provincial de Guatemala que estaban organizados los ayuntamientos constitucionales de Yoro, Sulaco y Jocón.
Luego de que Fornos recuperará su salud y reocupara su puesto de intendente, Barriere retornó a ejercer como asesor; manteniéndose en ese puesto hasta que en 1816, fue nombrado nuevamente asesor letrado de la intendencia de San Salvador. No pudo tomar posesión de ese cargo, ya que el 20 de mayo de 1816 se había nombrado a Isidro Martín como asesor interino; esto debido a que se le acusó de haber contraído matrimonio en contra de las leyes vigentes; por lo que tuvo que consultar al monarca, quien el 15 de septiembre de 1817 resolvió a su favor. El 9 de junio de 1818 se le restituyó el cargo de asesor de la intendencia de San Salvador. El 11 de septiembre de 1819 volvería a quedar viudo.

### Intendente jefe político superior de San Salvador
El 29 de enero de 1820 fallecería el intendente José María Peinado, por lo que tuvo que hacerse cargo del puesto de intendente. El 30 de agosto mandó llamar a José Gabriel Horan y a Mariano Fagoaga para que le informaran sobre unos pasquines. El 24 de enero de 1821 informó a la diputación provincial de Guatemala sobre el envío de dos informes, uno sobre el estado actual de la construcción del puente del río sucio, y el otro sobre consulta del elector del partido o distrito de Santa Ana para que dicho distrito pueda elegir un diputado suplente.
El 8 de mayo de 1821 las cortes españolas decretaron que todas las intendencias se elevarían al rango de provincia; con lo que la intendencia de San Salvador se transformó en la provincia de San Salvador, y se le añadió a su cargo el título de jefe político superior; además que se procedería a elegir una diputación provincial.
El 14 de septiembre presidió el cabildo abierto donde se discutiría lo contenido en el plan de Iguala, formulado por Agustín de Iturbide en México en el mes de mayo de ese año. En la noche del 21 de septiembre, en compañía del ayuntamiento de la ciudad, certificaría la independencia de España; redactandose un acta de carácter ambiguo, donde se acordó observar el gobierno que se establezca en Guatemala, a la vez que mostraba su adhesión a la monarquía americana (el proyecto Imperial mexicano).
El 27 de septiembre presidió un cabildo abierto extraordinario, donde se discutió la elección de la primera diputación provincial; en dicho cabildo Juan Manuel Rodríguez y Manuel José Arce, presentaron su propuesta de que la diputación provincial al ser electa se constituyese como junta gubernativa subalterna (dependiente de Guatemala pero autónoma), esto porque la facción republicana quería apartar del mando militar a los que estaban en contra de la independencia; Barriere, consideró que dicha idea no era conveniente pero aun así aceptó la propuesta.
El 1 de octubre Arce y Rodríguez presentaron un escrito al ayuntamiento de San Salvador, para que ese día se procediese a elegir los miembros de la junta gubernativa subalterna; ante lo cual, Barriere publicó un bando en la que convocaba a elecciones el 4 de ese mes.
Cuando los ciudadanos se presentaron a votar, Barriere mandó a las milicias de la ciudad (comandadas por el coronel José Rosi) para que detuvieran las elecciones y persiguieran a los miembros de la facción republicana (Manuel José Arce, Domingo Antonio de Lara, Juan Manuel Rodríguez, Manuel Castillo, Antonio Campos, Mariano Fagoaga y otros); que serían tomados prisioneros, y en los siguientes días llevados presos hacia la Nueva Guatemala de la Asunción.
A partir del 5 de octubre llegaron ante la junta provisional consultiva de Guatemala quejas de varios ayuntamientos (San Vicente, San Miguel, Apastepeque) por el mal proceder de Barriere, que también solicitaban su remoción; por lo que el 9 de ese mes el gobierno guatemalteco decidió nombrar a José Matías Delgado, como nuevo jefe político de San Salvador; quien pondría en libertad a los presos que iban por el camino de Santa Ana hacia Guatemala.

### Sucesos posteriores
Pedro Barriere no esperó la llegada de su sucesor (que fue el 27 de octubre), y decidió trasladarse a Guatemala. Posteriormente, un grupo de personas pidieron que ocupara el puesto de juez de letras de Sonsonate; pero el ayuntamiento de San Salvador, el 13 de noviembre, argumentó que Barriere no era persona idónea para ejercer ese tipo de cargos y que más bien debía de comparecer ante un tribunal.
En Guatemala obtuvo el grado de coronel, y ocuparía algún puesto al principio de la República Federal de Centroamérica, en la presidencia de Manuel José Arce. Posteriormente, durante la guerra civil centroamericana (1826 - 1829), fue uno de los comandantes de las tropas de la federación, que liderados por el presidente Arce buscaban derrotar a las tropas salvadoreñas. Falleció el 18 de mayo de 1827, en la Batalla de Milingo, librada en el cantón homónimo, ubicado en las cercanías del pueblo de Suchitoto.